# ベン・マクドナルド
ラリー・ベナール・マクドナルド（Larry Benard McDonald、1967年11月24日 - ）は、ルイジアナ州バトンルージュ出身の元メジャーリーグ選手（投手）。 1989年のMLBドラフトで全体1位としてボルチモア・オリオールズに指名され、1989年から1997年までボルティモアとミルウォーキー・ブルワーズでプレーした。
甥は2021年にボルティモアでデビューした投手のマック・サローラーである。

## アマチュア時代
マクドナルドはデナム・スプリングス高校時代の1986年のドラフトで27巡目にアトランタ・ブレーブスに指名されたが契約しなかった。高校卒業後は地元のバトンルージュに本部があるルイジアナ州立大学(LSU)に進学した。
LSUでの3年間のキャリアの中で、チームの2度のメンズ・カレッジ・ワールドシリーズ進出に貢献した。しかし、1987年のシリーズではスタンフォード大学のポール・キャリーにサヨナラ満塁ホームランを打たれている。
1988年にはソウルオリンピックの米国オリンピックチームのメンバーに選出されて金メダルを獲得した。個人としては韓国戦とプエルトリコ戦で完投勝利を挙げた。
更に同年のワールドカップのアメリカ代表にも選出されて準優勝に貢献した。
大学での最高成績を収めたシーズンは1989年で、14勝4敗、防御率3.49、サウスイースタン・リーグ記録となる202奪三振を記録した。同年、マクドナルドはオール・アメリカンチームのメンバーに選出され、ゴールデンスパイク賞、ロータリー・スミス賞など大学生選手が対象の賞を総なめした。
更に、カレッジエイト・サマー・ベースボール
のケープコッド・ベースボール・リーグのオーリンズ・カーディナルスの一員として参加し、1試合に先発した。
また、大学では野球だけではなくバスケットボールもプレーしていた。

## ドラフト
1989年、ボルチモア・オリオールズはマクドナルドをドラフト1巡目で全体1位指名選手として指名した。マクドナルドはルイジアナ州立大学初のドラフト全体1位指名選手であり、この後も2015年のMLBドラフトでヒューストン・アストロズの1巡目で指名されたアレックス・ブレグマンの全体2位が最高であったが、2023年のドラフトでポール・スキーンズが同大学2人目の全体1位指名選手となった。
マクドナルドは8月19日にオリオールズと同年のドラフトで入団した選手の契約金最高額の35万ドルで契約した。

## MLB時代

### ボルチモア・オリオールズ
1989年9月6日には同年のドラフトで指名された選手の中ではオリンピックのチームメイトでトロント・ブルージェイズから3巡目指名を受けてワシントン州立大学から入団したジョン・オルルドに次ぐスピードでメジャー初出場を果たした（オルルドの初出場の3日後にマクドナルドが初出場している）。
同年のシーズン最終戦で、オリオールズはこの年のアメリカンリーグ東地区のチャンピオンであるトロント・ブルージェイズと対戦した。マクドナルドは2対2の7回裏の1イニングを投げて無失点に抑え、8回表に決勝点が入ったことでメジャー初勝利を記録した。これでマクドナルドはドラフトで全体1位で指名されて同一シーズンにメジャー初勝利を挙げた6人目の選手となった。
マクドナルドその後、フリーエージェントとなるまでの計7シーズンをボルティモアで過ごした。
1990年にはオリオールズの先発ローテーションの一員となり、7月21日のシカゴ・ホワイトソックスに対してメジャー初完封を記録した。シーズンでは8勝5敗、防御率2.43を記録し、ルーキー・オブ・ザ・イヤー投票では8位に入った（受賞者はサンディー・アロマー・ジュニア）。
1991年シーズンは6勝8敗、防御率4.84だった。
1992年はリーグ最多の35試合に先発して13勝13敗、227イニングを投げて防御率4.24を記録した。
1993年は13勝14敗、防御率3.39、リーグ9位の171奪三振を記録した。7完投はリーグ6位だった。
1994年は4月の月間最優秀投手になった他、自己最多且つリーグ4位の14勝（7敗、勝率.667はリーグ9位）、防御率4.06を記録した。また、5完投はリーグ8位だった。
1995年は故障もあって3勝6敗、防御率4.16に終わった。

### ミルウォーキー・ブルワーズ〜現役引退
1996年にフリーエージェントとしてミルウォーキー・ブリュワーズに移籍した。
移籍1年目はチーム最多の221回1／3を投げて12勝10敗、リーグ9位の防御率3.90を記録した。
1997年シーズンは肩を故障し、シーズンの後半戦を欠場した。
オフシーズンの12月8日にマーキス・グリッソムとジェフ・ジューデンとのトレードでマイク・フェターズとロン・ビローンと共にクリーブランド・インディアンスに移籍した。
しかし、チーム参加前の1998年2月26日に行われた回旋筋腱板を修復する手術が失敗したことが判明した。インディアンスは「97年シーズンのマクドナルドの故障は完治した」というブリュワーズの説明と矛盾していたことから引き取ることを拒否した。ブルワーズはこの問題における責任を果たすためにマーク・ワトソンとマクドナルドとのトレードを行った。
この手術の失敗を受けてマクドナルドは現役を引退した。
通算成績は78勝70敗、防御率3.91、12911⁄3イニングを投げて894奪三振だった。
また、マクドナルドはメジャーで主要タイトルを獲得した経験は無かったが、シーズン防御率、完投数、勝利数、勝率、奪三振数、そして当時は概念自体が一般的ではなかったがWHIP（93年:9位、96年:10位）の各カテゴリーでリーグトップ10以内にランクインした経験がある。
しかし、オールスター選出、ポストシーズン出場の経験は共にない。

## 引退後・私生活
2002年に選定されたゴールデンスパイク賞25周年記念チーム投手部門でジム・アボット、マーク・プライアーと共に選出された。
2008年、マクドナルドはディック・ハウザー、グレッグ・スウィンデル、バート・フートン、フロイド・バニスターらと共にカレッジベースボールの殿堂に選出された。
マクドナルドは、2010年にMASNで行われたオリオールズのテレビ放送のゲストアナリストを務めたほか、オリオールズのラジオ放送のゲスト解説者を務めた。
また、学生野球の解説者としてメンズ・カレッジ・ワールドシリーズやESPNで放送されるNCAAベースボールの地区トーナメント(主に南東部地域で開催される大会)などの解説を担当している。
普段は母校であるデナム・スプリングス高校のソフトボールチームのアシスタントコーチを務めている。

### 私生活
マクドナルドと妻ニコールには息子と娘が1人ずついる。
息子のジェイスもベンと同様にLSUに通い、野球チームで投手を務めている。

## 詳細情報

### 年度別投手成績
| 年 度   | 球 団   | 登 板 | 先 発 | 完 投 | 完 封 | 無 四 球 | 勝 利 | 敗 戦 | セ 丨 ブ | ホ 丨 ル ド | 勝 率 | 打 者 | 投 球 回 | 被 安 打 | 被 本 塁 打 | 与 四 球 | 敬 遠 | 与 死 球 | 奪 三 振 | 暴 投 | ボ 丨 ク | 失 点 | 自 責 点 | 防 御 率 | W H I P |
| ------- | ------- | ----- | ----- | ----- | ----- | -------- | ----- | ----- | -------- | ----------- | ----- | ----- | -------- | -------- | ----------- | -------- | ----- | -------- | -------- | ----- | -------- | ----- | -------- | -------- | ------- |
| 1989    | BAL     | 6     | 0     | 0     | 0     | 0        | 1     | 0     | 0        | 0           | 1.000 | 33    | 7.1      | 8        | 2           | 4        | 0     | 0        | 3        | 1     | 1        | 7     | 7        | 8.59     | 1.64    |
| 1990    | BAL     | 21    | 15    | 3     | 2     |          | 8     | 5     | 0        | 0           | .615  | 472   | 118.2    | 88       | 9           | 35       | 0     | 0        | 65       | 5     | 0        | 36    | 32       | 2.43     | 1.04    |
| 1991    | BAL     | 21    | 21    | 1     | 0     |          | 6     | 8     | 0        | 0           | .429  | 532   | 126.1    | 126      | 16          | 43       | 2     | 1        | 85       | 3     | 0        | 71    | 68       | 4.84     | 1.34    |
| 1992    | BAL     | 35    | 35    | 4     | 2     |          | 13    | 13    | 0        | 0           | .500  | 958   | 227.0    | 213      | 32          | 74       | 5     | 9        | 158      | 3     | 2        | 113   | 107      | 4.24     | 1.26    |
| 1993    | BAL     | 34    | 34    | 7     | 1     |          | 13    | 14    | 0        | 0           | .481  | 914   | 220.1    | 185      | 17          | 86       | 4     | 5        | 171      | 7     | 1        | 92    | 83       | 3.39     | 1.23    |
| 1994    | BAL     | 24    | 24    | 5     | 1     |          | 14    | 7     | 0        | 0           | .667  | 655   | 157.1    | 151      | 14          | 54       | 2     | 2        | 94       | 3     | 1        | 75    | 71       | 4.06     | 1.30    |
| 1995    | BAL     | 14    | 13    | 1     | 0     |          | 3     | 6     | 0        | 0           | .333  | 342   | 80.0     | 67       | 10          | 38       | 3     | 3        | 62       | 4     | 2        | 40    | 37       | 4.16     | 1.31    |
| 1996    | MIL     | 35    | 35    | 2     | 0     |          | 12    | 10    | 0        | 0           | .545  | 951   | 221.1    | 228      | 25          | 67       | 0     | 6        | 146      | 4     | 0        | 104   | 96       | 3.90     | 1.33    |
| 1997    | MIL     | 21    | 21    | 1     | 0     |          | 8     | 7     | 0        | 0           | .533  | 551   | 133.0    | 120      | 13          | 36       | 2     | 5        | 110      | 3     | 0        | 68    | 60       | 4.06     | 1.17    |
| MLB:9年 | MLB:9年 | 211   | 198   | 24    | 6     |          | 78    | 70    | 0        | 0           | .527  | 5408  | 1291.1   | 1186     | 138         | 437      | 18    | 31       | 894      | 33    | 7        | 606   | 561      | 3.91     | 1.26    |